# Creatonotos sundana
Creatonotos sundana là một loài bướm đêm thuộc phân họ Arctiinae, họ Erebidae.